# Nicarágua nos Jogos Olímpicos de Verão de 2008
A Nicarágua participou dos Jogos Olímpicos de Verão de 2008, em Pequim, na China. O país estreou nos Jogos em 1968 e esta foi sua 10ª participação.

## Desempenho

### Atletismo
| Atleta           | Prova           | Elim. | Elim. | 1/4 de final | 1/4 de final | Semifinais  | Semifinais  | Final       | Final       |
| Atleta           | Prova           | Tempo | Pos.  | Tempo        | Pos.         | Tempo       | Pos.        | Tempo       | Pos.        |
| ---------------- | --------------- | ----- | ----- | ------------ | ------------ | ----------- | ----------- | ----------- | ----------- |
| Juan Zeledon     | 200 m masculino | 23.39 | 62º   | Não avançou  | Não avançou  | Não avançou | Não avançou | Não avançou | Não avançou |
| Jessica Aguilera | 100 m feminino  | 13.15 | 72º   | Não avançou  | Não avançou  | Não avançou | Não avançou | Não avançou | Não avançou |

### Halterofilismo
Feminino
| Atleta       | Prova  | Arranque | Arranque | Arremesso | Arremesso | Total | Pos. |
| Atleta       | Prova  | Res.     | Pos.     | Res.      | Pos.      | Total | Pos. |
| ------------ | ------ | -------- | -------- | --------- | --------- | ----- | ---- |
| Karla Moreno | -48 kg | 65       | 11º      | 85        | 11º       | 150   | 11º  |

### Natação
| Atleta               | Prova                | Elim. | Elim. | Semifinal   | Semifinal   | Final       | Final       |
| Atleta               | Prova                | Tempo | Pos.  | Tempo       | Pos.        | Tempo       |             |
| -------------------- | -------------------- | ----- | ----- | ----------- | ----------- | ----------- | ----------- |
| Omar Núñez           | 50 m livre masculino | 26.00 | 72º   | Não avançou | Não avançou | Não avançou | Não avançou |
| Dalia Massiel Torrez | 50 m livre feminino  | 27.81 | 53º   | Não avançou | Não avançou | Não avançou | Não avançou |

### Tiro
Masculino
| Atleta          | Prova                 | Qual.  | Qual. | Final       | Final       |
| Atleta          | Prova                 | Pontos | Pos.  | Pontos      | Total       |
| --------------- | --------------------- | ------ | ----- | ----------- | ----------- |
| Walter Martínez | Carabina de ar 10 m   | 569    | 50º   | Não avançou | Não avançou |
| Walter Martínez | Carabina deitado 50 m | 576    | 55º   | Não avançou | Não avançou |